# Oglasa pomona
Oglasa pomona är en fjärilsart som beskrevs av Swinhoe 1918. Oglasa pomona ingår i släktet Oglasa och familjen nattflyn. Inga underarter finns listade i Catalogue of Life.